# Notiosorex
Notiosorex — рід ссавців родини Мідицеві (Soricidae).

## Морфологічні особливості
Ці землерийки серед дрібних членів їх родини, вони досягають довжини голови й тіла від 5 до 7 сантиметрів, й від 2 до 3 сантиметрів хвіст. Вага варіює від 3 до 5 грам. Хутро сіре зверху, знизу трохи світліше. Вуха значно виступають з хутра.

## Поширення
Живе на американському південному заході (від Каліфорнії до штату Арканзас) і північній частині Мексики (від Каліфорнії до штату Тамауліпас). Переважним місцем проживання є напівпустелі й інші сухі місця проживання, але вони не розбірливі в плані їх проживання.

## Життя
Ці тварини краще пристосовані, ніж інші мідицеві до сухих місць проживання. Швидкість метаболізму низька, так що втрата вологи при диханні зменшується, і сеча висококонцентрована. За часів нестачі продовольства, вони впадають в заціпеніння. Ці тварини не копають нори, але користуються норами інших тварин або будують гніздо з кори, листя і волосків на поверхні. Є навіть повідомлення, що вони іноді влазять у бджолині вулики. Ці тварини ведуть нічний спосіб життя і харчуються переважно комахами та іншими безхребетними.
Спаровування може бути зроблено протягом усього року. У два місяці тварина стає статевозрілою, тривалість життя рідко більше, ніж 1 рік.

## Види
- Notiosorex carrawayae
- Notiosorex cockrumi
- Notiosorex crawfordi
- Notiosorex evotis
- Notiosorex villai